# Mark Gertler (Ökonom)
Mark Lionel Gertler (* 31. März 1951) ist ein US-amerikanischer Wirtschaftswissenschaftler und Hochschullehrer an der New York University.

## Werdegang, Forschung und Lehre
Gertler studierte zunächst an der University of Wisconsin–Madison, die er im Mai 1973 als Bachelor of Arts in Wirtschaftswissenschaften zum Ph.D.-Studium in Richtung Stanford University verließ. Nach Abschluss des Studiums im Juni 1978 wechselte er als Assistant Professor an die Cornell University. 1981 kehrte er an University of Wisconsin zurück, an der er 1984 zum Associate Professor und vier Jahre später zum ordentlichen Professor berufen wurde. Zwischen 1989 und 1990 Gastprofessor an der Graduate School of Business der Columbia University, folgte er 1990 einem Ruf der New York University. Dort war er zwischen 1999 und 2003 Direktor des C.V. Starr Center for Applied Economics, im selben Jahr übernahm er den Henry-and-Lucy-Moses-Lehrstuhl.
Gertlers Arbeitsschwerpunkt liegt im Bereich der Makroökonomie und Geldpolitik. Vor dessen Berufung zum Notenbankchef als Präsident des Federal Reserve Boards publizierte er diverse Forschungsarbeiten gemeinsam mit Ben Bernanke.
1990 wurde Gertler Research Associate des National Bureau of Economic Research, vier Jahre später Academic Consultant der Federal Reserve Bank of New York. 2003 stieg er dort ins Academic Advisory Board auf. Er ist Fellow der Econometric Society. 2010 wurde er in die American Academy of Arts and Sciences gewählt. Für 2021 wurde Gertler ein BBVA Foundation Frontiers of Knowledge Award zugesprochen.